# Sangay
A Sangay egy aktív rétegvulkán az Andokban, Ecuador délkeleti részén. Ismert a robbanásszerű hamufelhő-kilövelléseiről. A Sangay Nemzeti Park része.

## Külső hivatkozások
- Global Volcanism Program Archiválva 2012. szeptember 25-i dátummal a Wayback Machine-ben